# Серапион (Михалакис)
Митрополи́т Серапион (греч. Μητροπολίτης Σεραπίων; в миру Иоа́ннис Михала́кис греч. Ιωάννης Μιχαλάκης; род. 1967, Мегара) — архиерей Константинопольской православной церкви и Элладской православной церкви, митрополит Парамитийский, Фильятеский, Гиромерийский и Паргаский (с 2023 года).

## Биография
Родился в 1967 году в Мегарах. Учился в Высшей духовной школе Афин и богословском институте Афинского национального университета имени Каподистрии.
В 1991 году был хиротонисан во диакона, а в 1994 году — во пресвитера и митрополитом Мегарским и Саламинским Варфоломеем (Кацурисом) возведён в достоинство архимандрита.
С октября 2003 года служил в Священном синоде Элладской православной церкви секретарём синодальной комиссии по церковному искусству и музыке, а затем вторым и первым секретарём.
9 октября 2023 года Священным синодом иерархии Элладской православной церкви был избран для рукоположения в сан митрополита Парамитийского, Фильятеского, Гиромерийского и Паргаского. В первом туре голосования митрополит Вресфенский Феоклит (Кумарьянос) набрад 41 голос, архимандрит Серапион — 57 голосов и архимандрит Спиридон (Катрамадос) — 6 голосов (во втором туре архимандрит Серапион набрал 59 голосов).
21 октября 2023 года в кафедральном Благовещенском соборе в Афинах состоялась его архиерейская хиротония, которую совершили: предстоятель церкви, архиепископ Иероним II, митрополит Зихнийский и Неврокопийский Иерофей (Цолиакос), митрополит Коринфский Дионисий (Мандалос), митрополит Мессинийский Хризостом (Савватос), митрополит Кифисийский Кирилл (Мисьякулис), митрополит Неоионийский Гавриил (Папаниколау), митрополит Фессалиотидский Тимофей (Антис), митрополит Мегарский Константин (Якумакис) и митрополит Фирский Амфилохий (Русакис).